# Gustav Richter (SS-Mitglied)

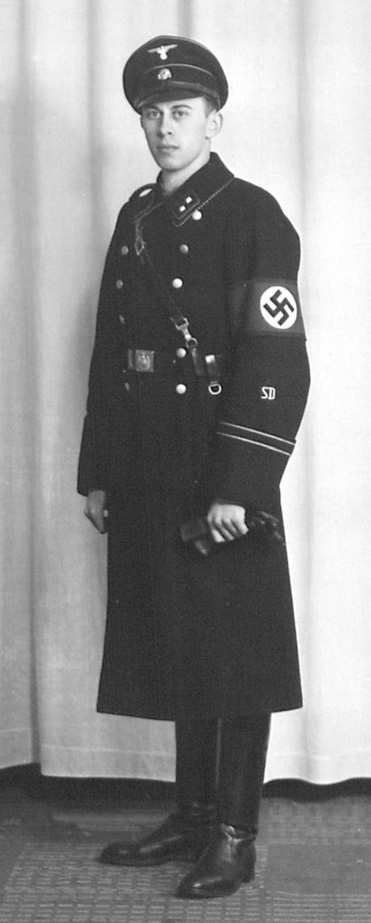
Gustav Richter als SS-Oberscharführer im Sicherheitsdienst (SD).
Foto: Bundesarchiv

Gustav Richter (* 19. November 1912 in Stadtprozelten; † 5. Juni 1997 in Kaiserslautern) war ein deutscher SS-Sturmbannführer und als „Judenberater“ Mitarbeiter des Eichmannreferats im Reichssicherheitshauptamt (RSHA). 
Das Landgericht Frankenthal verurteilte ihn im Januar 1982 wegen seiner Mitwirkung an der Deportation und Ermordung der rumänischen Juden zu vier Jahren Haft.

## Leben
Das Mitglied der Wikinger Jugend Gustav Richter war ab 1932 Angehöriger des NS-Schülerbundes und zum 1. Dezember 1933 trat er der NSDAP bei (Mitgliedsnummer 2.710.328). Seine gymnasiale Ausbildung schloss er 1933 an der Oberrealschule Ludwigshafen ab. Anschließend absolvierte er einen dreimonatigen Einsatz beim Arbeitsdienst. Im gleichen Jahr wurde er Mitglied der SS (SS-Nummer 107.210). Obwohl er den Wunsch hatte, eine Laufbahn im Verwaltungsdienst einzuschlagen absolvierte er keine entsprechende Berufsausbildung. Er befand sich lediglich ab Oktober 1933 zu einem Sondereinsatz, beauftragt vom regionalen SA-Führer, beim Bezirksamt Ludwigshafen. In den SD trat er 1934 ein und war dort ab 1935 im Referat Judentum in Stuttgart tätig, wo er 1939 Stellvertreter des Abteilungsleiters wurde. Ab 1940 unterstand er dem Kommandeur der Sicherheitspolizei und des SD in Mülhausen und war auch zeitweise in Dijon eingesetzt.

### „Berater für Judenfragen“ in Rumänien
Von April 1941 bis zum August 1944 war Richter „Judenberater“ in Rumänien und in der Funktion eines Polizeiattachés bei der deutschen Gesandtschaft in Bukarest tätig. Seine Aufgabe umfasste zunächst die Unterstützung der rumänischen Regierung bei der Abfassung einer „antijüdischen Gesetzgebung“. Bereits im Mai 1941 kehrte Richter kurzzeitig in das Deutsche Reich zurück, da die rumänische Regierung auch ohne Richters Unterstützung die Konfiszierung jüdischen Eigentums, die Veranlassung von Pogromen und die Ermordung zehntausender jüdischer Mitbürger betrieb. Auf Anforderung des rumänischen Außenministers Mihai Antonescu gelangte Richter im September 1941 jedoch wieder auf seinen Posten in Bukarest. Richter kooperierte mit dem rumänischen Leiter für „Judenfragen“ Radu Lecca, der direkt beim rumänischen Ministerpräsidenten angesiedelt war. Richter betrieb die Auflösung der „Union jüdischer Gemeinden“ und erreichte so die Einsetzung eines Judenrats. Am 29. Juli 1942 vereinbarten Antonescu und Richter die Deportation von 272.409 rumänischen Juden in das Vernichtungslager Belzec. Botschafter Manfred von Killinger hatte Berlin am 11. August über die Zusage der rumänischen Regierung direkt informiert, zusätzlich ging am 19. August ein Telegramm mit Richters Vereinbarung durch die Hände von Emil von Rintelen an das Auswärtige Amt. Die Deportation wurde aufgrund des zunehmend angespannten deutsch-rumänischen Verhältnisses vertagt und schließlich nicht durchgeführt. Dennoch kamen bis zu 250.000 rumänische Juden, auch durch Mithilfe Richters, um. Aufgrund Richters Interventionen bei der rumänischen Regierung blieb rumänischen Juden die Emigration nach Palästina verwehrt.
Am 3. und 4. April 1944 fand in Krummhübel eine „Arbeitstagung der Judenreferenten“ von zwölf diplomatischen Vertretungen des Auswärtigen Amts (AA) in Europa statt, initiiert von der Informationsstelle XIV (Antijüdische Auslandsaktion). Hier vereinbarten die Teilnehmer eine verstärkte Propaganda, um den Holocaust voranzutreiben. Franz Alfred Six forderte die „physische Beseitigung der Ostjuden“, wie der „Judenreferent“ des Amts, Eberhard von Thadden, protokollierte. Richter nahm an dieser Sitzung dienstlich teil. Infolge des Kriegsverlaufes nahm sein Einfluss auf die rumänische Regierung stetig ab und umfasste letztlich nur noch „antibolschewistische und antisemitische Propaganda“. Nachdem Rumänien mit dem Königlichen Staatsstreich im August 1944 von den Achsenmächten auf die Seite der Alliierten wechselte, wurde Richter am 23. August 1944 mit anderen Angehörigen des deutschen Gesandtschaftspersonals an die Rote Armee ausgeliefert.

### Nach Kriegsende
Richter wurde in der Sowjetunion interniert und am 31. Dezember 1951 wegen „Spionagetätigkeit“ und der Vorbereitung eines Angriffskrieges auf die Sowjetunion durch politische Einflussnahme in Rumänien angeklagt. Nach seiner Entlassung aus der Inhaftierung kehrte er 1955 aus der Sowjetunion in die Bundesrepublik Deutschland zurück und war als Angestellter tätig. Er wurde nach einem 1961 eingeleiteten Verfahren unter anderem 1969 vor dem Landgericht Frankenthal aufgrund seiner Verwicklung in die Deportation der rumänischen Juden verhört. In diesem Rahmen bestritt er die Autorenschaft eines Artikels im Bukarester Tageblatt vom 8. August 1942 mit dem Titel „Rumänien wird judenrein“. Im Vergleich mit anderen seiner namentlich gekennzeichneten Artikel ähnlichen Inhalts liegt eine Autorenschaft Richters jedoch nahe. Wegen seiner Mitwirkung an der Deportation der rumänischen Juden wurde er durch das Landgericht Frankenthal im Januar 1982 zu vier Jahren Haft verurteilt. Über seinen weiteren Lebensweg ist nichts bekannt.